# Saint-Maurice-Crillat
Saint-Maurice-Crillat là một xã trong vùng hành chính Franche-Comté, thuộc tỉnh Jura, quận Saint-Claude, tổng Saint-Laurent-en-Grandvaux. Tọa độ địa lý của xã là 46° 34' vĩ độ bắc, 05° 49' kinh độ đông. Saint-Maurice-Crillat nằm trên độ cao trung bình là 760 mét trên mực nước biển, có điểm thấp nhất là 579 mét và điểm cao nhất là 1135 mét. Xã có diện tích 20.79 km², dân số vào thời điểm 1999 là 209 người; mật độ dân số là 10 người/km².

## Thông tin nhân khẩu
| 1962 | 1968 | 1975 | 1982 | 1990 | 1999 |
| ---- | ---- | ---- | ---- | ---- | ---- |
| 244  | 259  | 220  | 212  | 225  | 209  |

## Địa điểm tham quan
Nhà thờ giáo khu của Saint-Maurice được xây trong thế kỉ thứ 17.